# パロモンテ
パロモンテ（伊: Palomonte）は、イタリア共和国カンパニア州サレルノ県にある、人口約3,900人の基礎自治体（コムーネ）。

## 地理

### 位置・広がり

#### 隣接コムーネ
隣接するコムーネは以下の通り。
- ブッチーノ
- コッリアーノ
- コントゥルシ・テルメ
- シチニャーノ・デッリ・アルブルニ

## 行政

### 分離集落
パロモンテには、以下の分離集落（フラツィオーネ）がある。
- Bivio, Valle, Perrazze